# Jean-Pierre Lamboray
Jean-Pierre Lamboray (* 6. März 1882 in Luxemburg; † 23. November 1962 in Luxemburg) war ein Luxemburger Zeichner und Grafiker.
Der Sohn des Zollinspektors Jean-François Lamboray und seiner Frau Thérèse Laux studierte nach der Schule Kunst in Luxemburg (bis 1902), Karlsruhe (1902–1905) und Paris (1905–1907). Dennoch entschied er sich für eine Karriere beim Zoll.
1909 heiratete er in Diekirch Anne Merten, mit der er eine Tochter (* 1911) und einen Sohn (* 1915) hatte. Lamboray ließ sich 1914 in die Ardennen versetzen, um dort zeichnen zu können.
1917 wurde Lamboray zum Maître de dessin am Athenäum in Luxemburg ernannt, 1930 zum Professeur de dessin. Reisen führten ihn u. a. nach München, Wien und in die Provence. Lamboray war Mitglied im Comité du Cercle Artistique und beteiligte sich regelmäßig an den Ausstellungen des Cercle. Auch anderswo wurden seine Bilder gezeigt, so etwa 1937 in Paris und 1939 in New York.
1947 trat Lamboray in den Ruhestand. Er reiste ins Tessin und in die Vogesen. 1955 starb seine Frau, 1959 seine Tochter.
Jean-Pierre Lamboray starb 1962 in Luxemburg. Er wurde in Diekirch beigesetzt.
| Personendaten    | Personendaten                         |
| ---------------- | ------------------------------------- |
| NAME             | Lamboray, Jean-Pierre                 |
| KURZBESCHREIBUNG | luxemburgischer Zeichner und Grafiker |
| GEBURTSDATUM     | 6. März 1882                          |
| GEBURTSORT       | Luxemburg                             |
| STERBEDATUM      | 23. November 1962                     |
| STERBEORT        | Luxemburg                             |